# Lola (película de 2007)
Lola es una película española de 2007 dirigida por Miguel Hermoso que narra la vida de la artista Lola Flores (La Faraona).

## Argumento
Lola Flores es una niña de ocho años que vive en Jerez con su familia. Ya a esa temprana edad se ve impactada por el baile flamenco de una barriada gitana. Corre el año 1935 y la joven Lola toma la determinación de esforzarse al máximo para ser una gran bailarina. A pesar de los años de guerra y la represión franquista, la joven Lola crece al ritmo de los bailes y ensayos interminables que ella misma fuerza hasta el agotamiento. Con 13 años, Lola tiene su primera oportunidad de actuar en público de la mano de Manolo Caracol. Lola actúa en el teatro Variedades de Jerez interpretando la canción de Soy de Jerez, con gran éxito de público. Son los primeros pasos de una Lola que crece deprisa y con 19 años recorre los pueblos del sur formando parte de espectáculos itinerantes. Son comienzos duros que enseguida tienen su recompensa cuando Lola es elegida para formar parte de una película en Madrid. Tras vivir esta experiencia a la que la acompaña su madre Rosario, la familia Flores decide trasladarse a la capital para apoyar la carrera de su talentosa hija. Madrid se presenta en un principio más hostil de lo que Lola se imaginaba y tras varias actuaciones de poca importancia en el norte de España, consigue montar su propia compañía con la ayuda de un anticuario interesado por ella. Es esta compañía formará pareja artística y sentimental con Manolo Caracol, el mismo que le dio su primera oportunidad en un escenario. A partir de este momento todos son éxitos en la vida de Lola Flores, que con el estreno de su espectáculo Zambra llegará a los oídos de toda España. Después llegarían las películas, los viajes etc. pero hay algo que a Lola le obsesiona: formar una familia. Este deseo de ser madre y salir de la vida de inestabilidad emocional que supone el espectáculo, la llevarán a vivir varias relaciones en busca del verdadero amor que finalmente encontrará en Antonio González, "El Pescaílla".

## Reparto
- Gala Évora .... Lola Flores
- Ana Fernández .... Rosario Flores
- José Luis García Pérez .... Manolo Caracol
- Carlos Hipólito .... Adolfo Arenzana
- Antonio Morales .... Perico González
- David Arnáiz .... Carlitos
- Alfonso Begara .... Antonio González "El Pescaílla"
- Ramón Villegas .... Biosca
- Kiti Mánver .... Mari Blanca
- Àlex Adrover
- Fernando Albizu
- Jordi Ballester
- Antonio Bellido
- Ana Burrell
- Idilio Cardoso .... Nicolás
- José Manuel Cervino .... Heredia
- Álvaro Morte .... Rafael Torres
- Marcos García Casalderrey
- Gerardo Giacinti .... Ramón Torrado
- Mercedes Hoyos .... Tata Dolores
- José Navar
- Daniel Núñez .... Tío Pepe
- Jesús Olmedo .... Teniente
- Manolo Solo .... Joaquín Romero

## Datos
- Está protagonizada por Gala Évora, ex componente del grupo Papá Levante.
- El guion es de Antonio Onetti.
- El director leyó todas la biografías que pudo encontrar sobre Lola Flores: las de Carmen Domingo, Juan Ignacio García Garzón, Jean Chalon, Tico Medina… Se documentó exhaustivamente sobre personajes, ámbitos, teatros y productoras de cine que habían incidido en su vida. Hasta que, finalmente, encontró un motivo, un camino. Y fue en una de las páginas de la sentida y certera biografía que sobre Lola había escrito Tico Medina, cuando transcribe una conmovedoramente sincera afirmación de Lola: “Yo lo que quería era que alguien me llevara a la iglesia, me hiciera hijos y me diera una seguridad, un hogar, que me permitiera ir por ahí con la cabeza muy alta. Pero me había prometido a mí misma que no tendría hijos hasta no haberme casado". Ahí vio la clave: en esa obsesión y en la dificultad para compaginarla con el mundo del espectáculo, se condensaba, a su parecer, toda la lucha de Lola, todo lo que aquella triunfadora del teatro y el cine había representado en la España de la posguerra; y también, seguramente, todo lo que Lola hubiera querido transmitir a las jóvenes generaciones españolas. Porque ahí estaba la mujer. Y esa fue la línea de trabajo que propuso al guionista, Antonio Onetti, y que fue aceptada tanto por él, como por las dos compañías productoras.
- El director de fotografía es Hans Burmann.
- Inauguró el Festival de Cine de Málaga 2007.
- Está producida por Prodigius Audiovisual S.A y Ensueño Films S.L, con la participación de Antena 3 Televisión, quien emitirá la película en forma de miniserie de televisión.
- Se rodó a lo largo de 14 semanas.
- Distribuye DeAPlaneta.